# ميغيل أنخيل برتغال
ميغيل أنخيل برتغال فيكاريو (Miguel Ángel Portugal) (ولد في 28 نوفمبر 1955) هو لاعب كرة قدم إسباني معتزل ولاعب خط الوسط. والمدرب الحالي لنادي بيون سيتي في دوري السوبر الهندي.

## كلاعب
ولد ميغيل في مامبرايلاس دي لارا، مقاطعة برغش. خلال مسيرته لعب لنادي برغوس، نادي ميرانديس، ريال مدريد، نادي قادش، رايو فايكانو، نادي كاستييون، نادي ريال برغوس، ريال بلد الوليد ونادي قرطبة.

## كمدرب
بدأ ميغيل التدريب في منتصف 90 بالعودة إلى ريال مدريد في الفريقي ج وب. في عام 1999 بدأ في الدرجة الثانية مع نادي ديبورتيفو طليطلة، ولكن لم يبقى معهم إلا بضعة أشهر.
بعد سنوات من اعتزاله اللعب، درب ميغيل ناديه السابق قرطبة الذي يلعب في القسم الثاني، وعاد إلى ريال مدريد ب في 2005-06 بعد كانون الأول / ديسمبر تم ترقيته إلى الفريق الأول من خوان رامون لوبيز كارو. 
وشغل أيضا منصب المدير الفني لريال مدريد في وقت لاحق. في تشرين الثاني / نوفمبر 2008 كان من المقرر أن يبقى أكثر مع النادي مدربا للفريق بعد إقالة بيرند شوستر، ولكن الرئيس رامون كالديرون فضل خواندي راموس بدلا منه.
في 19 تشرين الثاني / نوفمبر 2009، عاد ميغيل إلى تدريب ناديه السابق الراسينغ بعقد مدته سنتين بعد إقالة خوان كارلوس مانديا، كما حصد نقطة واحدة فقط في خمس مباريات استضافها فريقه. في أوائل شباط / فبراير 2011، حتى وإن كان الفريق قد وضع فوق منطقة الهبوط في دوري الدرجة الأولى، أقيل من قبل النادي الجديد.
عمل ميغيل في بوليفيا، البرازيل، الجزائر، دوري السوبر الهندي. في 1 أيار / مايو 2018، عاد إلى إسبانيا بعد تعيينه كمدرب لنادي غرناطة.
في آب / أغسطس عام 2018، صار ميغيل مدربا لنادي بيون سيتي في موسم 2018-19.

## الإنجازات

### لاعب
ريال مدريد
- الدوري الاسباني: 1979-80
- كأس ملك إسبانيا: 1979-80

### مدرب
نادي بوليفار
- الدوري البوليفي لكرة القدم: 2012-13

## وصلات خارجية
- ميغيل أنخيل البرتغال على موقع قاعدة بيانات كرة القدم.إي يو (الإنجليزية)
- ميغيل أنخيل البرتغال على موقع عالم كرة القدم.نت (الإنجليزية)